# VdB 37
vdB 37 est une nébuleuse par réflexion visible dans la constellation d'Orion.
Elle est située à environ 5° au nord-ouest de l'étoile λ Orionis, dans une région relativement pauvre en étoiles brillantes. L'étoile visible à l'œil nu la plus proche du nuage est 18 Orionis, de magnitude 5,52. L'étoile responsable de l'illumination des gaz de la nébuleuse, l'étoile qu'elle contient, est cataloguée sous le nom de HD 34454, une géante rouge de classe spectrale M2III qui donne aux gaz environnants une couleur rougeâtre. Étant une étoile variable, elle porte également la désignation de variable V1057 Orionis : c'est une variable semi-régulière de type B. Selon la mesure de parallaxe, égale à 5,48-5,51 mas, la distance de l'étoile et du nuage est déduite à environ 181,5 pc (∼592 al), restant ainsi au premier plan par rapport au grand nuage d'Orion.